# Народний художній хор «Васильки» імені Василя Бурноса
Народний художній хор «Васильки» ім. В.Бурноса — дитячий хор з Носівської районної гімназії міста Носівки. Заснований 1992 року
Хор є лауреатом:
- багатьох конкурсів та фестивалів у м. Ялта, м. Харків, м. Рівно, м. Чернівці, м. Гомель (Білорусь).
- Всеукраїнського дитячого хорового фестивалю, Хор — володар гран-прі фестивалю «Співає юність України» (2007), місто Київ.

Засновником і багатолітнім керівником хору був Василь Іванович Бурнос (1955—2009) — заслужений вчитель України.